# Middletown (Rhode Island)
Middletown ist eine kleine ländliche Stadt im Newport County, im Südosten des US-Bundesstaates Rhode Island auf der gleichnamigen Insel. Das U.S. Census Bureau hat bei der Volkszählung 2020 eine Einwohnerzahl von 17.075 ermittelt.
Der Name Middletown kommt von der geographischen Lage zwischen Newport und Portsmouth. Seit 1731 ist Middletown kein Teil mehr von Newport. Während des Amerikanischen Unabhängigkeitskriegs wurde das Städtchen 1776 von den Engländern geplündert.

## Söhne und Töchter der Stadt
- Wilder Dwight Bancroft (1867–1953), Chemiker
- Mark Cameron (* 1952), Gewichtheber
- Michael T. Flynn (* 1958), Offizier und ehemaliger Nationaler Sicherheitsberater
- Charles A. Flynn (* um 1963), General der United States Army